# Kiriakos Joanu
Kiriakos Joanu (ur. 26 lipca 1984 w Limassolu) – cypryjski lekkoatleta specjalizujący się w skoku wzwyż.
Bez powodzenia startował w igrzyskach olimpijskich w 2004 i 2008 roku. W 2012 zajął 13. pozycję w olimpijskim finale. Jego największymi sukcesami są srebro (Berlin 2009) oraz brąz (Osaka 2007) mistrzostw świata. Srebrny medalista (ex aequo z Rosjaninem Aleksiejem Dmitrikiem) halowych mistrzostw Europy z Turynu (2009) oraz brązowy (ex aequo z Amerykaninem Andra Mansonem) halowych mistrzostw świata z Walencji (2008). W dorobku ma także srebrny i brązowy medal igrzysk wspólnoty narodów, srebro uniwersjady oraz dwa złote krążki igrzysk śródziemnomorskich. Wielokrotny medalista mistrzostw Cypru oraz igrzysk małych państw Europy. Reprezentant kraju w pucharze Europy oraz w drużynowych mistrzostw Europy.

## Osiągnięcia
| Rok  | Impreza                                | Miejsce          | Pozycja           | Wynik |
| ---- | -------------------------------------- | ---------------- | ----------------- | ----- |
| 2001 | Mistrzostwa świata juniorów młodszych  | Debreczyn        | el. – 14. miejsce | 1,90  |
| 2002 | Mistrzostwa świata juniorów            | Kingston         | el. – 18. miejsce | 2,12  |
| 2003 | Mistrzostwa Europy juniorów            | Tampere          | 6. miejsce        | 2,15  |
| 2003 | Światowe igrzyska wojska               | Katania          | 3. miejsce        | 2,15  |
| 2004 | II liga pucharu Europy                 | Reykjavík        | 2. miejsce        | 2,24  |
| 2004 | Igrzyska olimpijskie                   | Ateny            | el. – 18. miejsce | 2,25  |
| 2005 | Halowe mistrzostwa Europy              | Madryt           | el. – 18. miejsce | 2,18  |
| 2005 | Igrzyska małych państw Europy          | Andora           | 1. miejsce        | 2,18  |
| 2005 | II liga pucharu Europy                 | Stambuł          | 1. miejsce        | 2,21  |
| 2005 | Młodzieżowe mistrzostwa Europy         | Erfurt           | 4. miejsce        | 2,27  |
| 2005 | Igrzyska śródziemnomorskie             | Almería          | 1. miejsce        | 2,24  |
| 2005 | Mistrzostwa świata                     | Helsinki         | 10. miejsce       | 2,25  |
| 2006 | Igrzyska Wspólnoty Narodów             | Melbourne        | 3. miejsce        | 2,23  |
| 2007 | II liga pucharu Europy                 | Zenica           | 1. miejsce        | 2,25  |
| 2007 | Uniwersjada                            | Bangkok          | 2. miejsce        | 2,26  |
| 2007 | Mistrzostwa świata                     | Osaka            | 3. miejsce        | 2,35  |
| 2008 | Halowe mistrzostwa świata              | Walencja         | 3. miejsce        | 2,30  |
| 2008 | Igrzyska olimpijskie                   | Pekin            | el. – 18. miejsce | 2,25  |
| 2009 | Halowe mistrzostwa Europy              | Turyn            | 2. miejsce        | 2,29  |
| 2009 | II liga drużynowych mistrzostw Europy  | Bańska Bystrzyca | 1. miejsce        | 2,19  |
| 2009 | Igrzyska małych państw Europy          | Nikozja          | 1. miejsce        | 2,25  |
| 2009 | Igrzyska śródziemnomorskie             | Pescara          | 1. miejsce        | 2,30  |
| 2009 | Mistrzostwa świata                     | Berlin           | 2. miejsce        | 2,32  |
| 2009 | Światowy finał lekkoatletyczny IAAF    | Saloniki         | 7. miejsce        | 2,22  |
| 2010 | Halowe mistrzostwa świata              | Doha             | 4. miejsce        | 2,28  |
| 2010 | III liga drużynowych mistrzostw Europy | Marsa            | 1. miejsce        | 2,22  |
| 2012 | Mistrzostwa Europy                     | Helsinki         | el. – 21. miejsce | 2,15  |
| 2012 | Igrzyska olimpijskie                   | Londyn           | 13. miejsce       | 2,20  |
| 2014 | Igrzyska Wspólnoty Narodów             | Glasgow          | 2. miejsce        | 2,28  |
| 2015 | Halowe mistrzostwa Europy              | Praga            | –                 | NH    |
| 2016 | Mistrzostwa Europy                     | Amsterdam        | –                 | NH    |
| 2016 | Igrzyska olimpijskie                   | Rio de Janeiro   | 7. miejsce        | 2,29  |

## Rekordy życiowe
| Konkurencja       | Wynik | Data             | Miejsce   | Uwagi        |
| ----------------- | ----- | ---------------- | --------- | ------------ |
| skok wzwyż        | 2,35  | 29 sierpnia 2007 | Osaka     | rekord Cypru |
| skok wzwyż (hala) | 2,32  | 7 lutego 2008    | Nowy Sad  | rekord Cypru |
| skok wzwyż (hala) | 2,32  | 13 lutego 2016   | Hustopeče | rekord Cypru |